# Dracula pusilla
Dracula pusilla es una especie de orquídea epifita. Es originaria de México a Costa Rica.

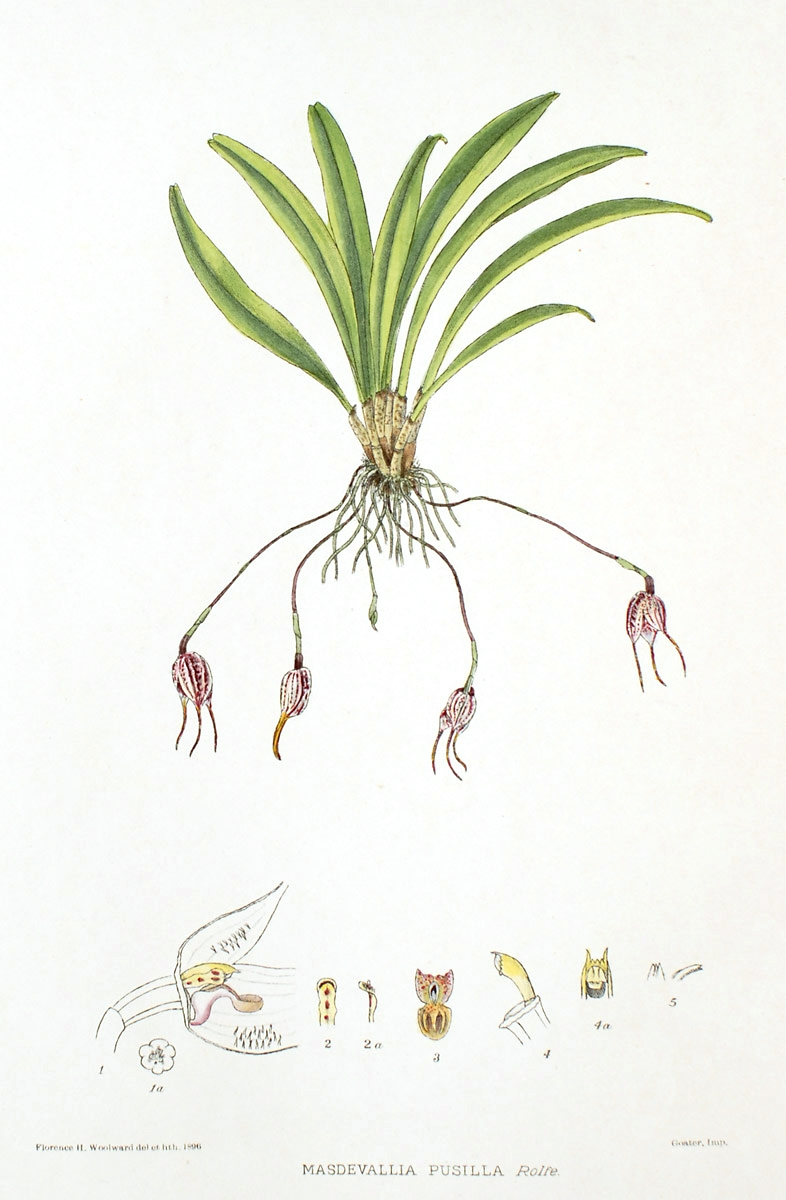
Dracula pusilla
(como sin.Masdevallia pusilla)
placa en:
Florence H. Woolward
The Genus Masdevallia (1896)

## Descripción
Es una orquídea de tamaño pequeño, con hábito de epifita y con ramicaules esbeltos, erguidos, que están envuelto basalmente por 2-3 vainas sueltas, tubulares y que llevan una sola hoja, apical, erecta, delgadamente coriáceas, carinada, estrechamente elíptica, aguda, que se estrecha gradualmente abajo en la base peciolada conduplicada. Florece en el otoño en una inflorescencia delgada, descendente, de 5-17,5 cm  de largo suelta con pocas flores que aparecen sucesivamente en forma racemosa, la inflorescencia surge de la parte baja en el ramicaule y lleva  una bráctea floral tubular.

## Distribución y hábitat
Se encuentra desde México, Guatemala, Honduras, Nicaragua, Costa Rica, Panamá y Colombia en los bosques nubosos donde crecen en musgo espeso y restos de los bosques, en troncos de los árboles altos en los bosques oscuros, así como en las ramas bajas, delgadas de los árboles de corta duración en los bosques húmedos, en elevaciones de 1200 a 1800 metros.  

## Taxonomía
Dracula pusilla fue descrita por (Rolfe) Luer y publicado en Selbyana  2(2–3): 196. 1978.
Etimología
Dracula: nombre genérico que deriva del latín y significa: "pequeño dragón", haciendo referencia al extraño aspecto que presenta con dos largas espuelas que salen de los sépalos.
pusilla; epíteto latíno que significa "muy pequeña".
Sinonimia
- Masdevallia pusilla Rolfe (basónimo)
- Masdevallia johannis Schltr.
- Dracula vagabunda Luer & R.Escobar[4][5]